# Motovunski Novaki
Novaki Motovunski (en italien : Novacco di Montona) est une localité de Croatie située en Istrie, dans la municipalité de Karojba, dans le comitat d'Istrie. En 2001, la localité comptait 398 habitants.

## Démographie
| 1857 | 1869 | 1880 | 1890 | 1900 | 1910 | 1921 | 1931 | 1948 |
| ---- | ---- | ---- | ---- | ---- | ---- | ---- | ---- | ---- |
| 578  | 598  | 419  | 423  | 404  | 532  | 880  | 920  | 588  |

| 1953 | 1961 | 1971 | 1981 | 1991 | 2001 | - | - | - |
| ---- | ---- | ---- | ---- | ---- | ---- | - | - | - |
| 576  | 486  | 402  | 399  | 389  | 398  | - | - | - |